# L'uomo di carta (fumetto)
L'uomo di carta è un fumetto di genere western di Milo Manara del 1981. Il fumetto è stato pubblicato per la prima volta in Francia per l'editore Dargaud e in Italia a puntate sulla rivista Pilot delle Edizioni Nuova Frontiera.

## Trama
La storia appartiene al genere western, e svolge in Arizona. A un arzillo vecchietto inglese, con l'ossessione della guerra e delle vecchie uniformi, viene affidato dalle giacche azzurre l'ingrato compito di scortare una prigioniera Sioux a Fort Laramie, per essere presa in custodia. Il vecchio si avvia assieme a un ragazzo biondo incontrato accidentalmente, il quale è diretto nel Maine per ritrovare la sua innamorata Gwendoline, di cui porta gelosamente con sé una foto e che gli vale, da parte della prigioniera indiana Coniglia Bianca, l'appellativo di “uomo di carta” (“se tu ama donna di carta, tu è un uomo di carta!” lo deride la Sioux).
Durante il viaggio verso Fort Laramie, al gruppo si unisce un quarto strano personaggio, il “reverendo”, persona mansueta che però, a causa di una sorta di maledizione, diventa violento nei giorni di pioggia.

## Edizioni italiane
Il fumetto è stato pubblicato per la prima volta nel 1981 in Francia per l'editore Dargaud e in Italia a puntate sulla rivista Pilot (n.1 del 1981 e n.2, 3 e 4 del 1982) delle Edizioni Nuova Frontiera. In seguito è stato pubblicato su Skorpio n.33, 34 e 35 nel 1988.
Inoltre è stato presentato in diverse edizioni in volume, tra cui:
- Milo Manara, L'uomo di carta, in Gli albi di Pilot, Bonelli Dargaud, 1984. copertina flessibile [2]
- Milo Manara, Quattro dita. L'uomo di carta, in I Classici del Grifo, Edizioni del Grifo, 1992. copertina flessibile[3]
- Milo Manara, L'uomo di carta (4 dita), in Totem Comics, Nuova Frontiera, 1993. copertina flessibile in bianco e nero[4]